# Guido Mercator
Guido Mercator, también conocido como Gui o Guyot o por su nombre en francés, Guy Marchant, fue un impresor de libros, activo en París desde 1483 hasta 1505/1506. Recibió una educación universitaria como Maestro de Artes y estuvo registrado como sacerdote. Fue sucedido por su sobrino Juan Mercator (1504–1516).
Trabajó al principio en una dirección en el Champ gaillart detrás del Collège de Navarre. En 1493 estaba en el signo del Lirio (ad intersignium floris lilii) en la calle Saint Jacques. Desde 1499 trabajó en una dirección llamada Beauregard (en Bellovisu) detrás del Collège de Boncourt donde su sobrino Jean continuó trabajando. Marchant usó seis marcas de impresor diferentes, varios de los cuales mostraban el taller de un zapatero. La mayoría de estos dispositivos tienen el lema Sola fides sufficit (donde la palabra sola es un acertijo musical con las notas Sol y La).
La base de datos ISTC registra alrededor de 190 ediciones impresas por (o atribuidas a) la imprenta de Guido Mercator o Guy Marchant hasta el año 1500. Otros diez o doce se imprimieron en el siglo XVI antes de que Juan Mercator se hiciera cargo de la empresa. El material tipográfico de Mercator se enumera en el volumen 8 de BMC.
La producción de Mercator fue principalmente de textos devocionales de tamaño moderado, pero es particularmente famoso por una serie de obras con "magníficos grabados en madera, que incluyen algunas de las mejores obras ilustrativas del período". Estos incluyen cinco ediciones de la Danza macabra y siete ediciones del Compost et kalendrier des bergers y una edición del Calendrier des bergères. El Calendrier fue traducido al inglés escocés por Alexander Barclay (El Kalendayr de los shyppars, publicado por Antoine Vérard en 1503); se produjo una versión en inglés en 1506.